# Francis Honeycutt
Francis Webster Honeycutt (San Francisco, 26 de mayo de 1883-Woodbine, 21 de septiembre de 1940) fue un deportista estadounidense que compitió en esgrima, especialista en la modalidad de florete. Participó en los Juegos Olímpicos de Amberes 1920, obteniendo una medalla de bronce en la prueba por equipos.

## Palmarés internacional
| Juegos Olímpicos | Juegos Olímpicos  | Juegos Olímpicos  | Juegos Olímpicos    |
| Año              | Lugar             | Medalla           | Prueba              |
| ---------------- | ----------------- | ----------------- | ------------------- |
| 1920             | Amberes (Bélgica) | Medalla de bronce | Florete por equipos |